# Хъдсън (окръг, Ню Джърси)
Вижте пояснителната страница за други значения на Хъдсън.
Окръг Хъдсън (на английски: Hudson County) е окръг в щата Ню Джърси, Съединени американски щати. Площта му е 161 km², а населението – 677 983 души (2016). Административен център е град Джърси Сити.